# Essam Abd El Fatah
Essam Abd El Fatah (30 de dezembro de 1965) é um árbitro de futebol egípcio. 
Árbitro desde 2001, sua primeira partida internacional foi Marrocos - Serra Leoa em 2003.
Arbitrou a partida Austrália - Japão na Copa do Mundo 2006.
Abd El Fatah também é um piloto na Força Aérea do Exército egípcio e atualmente é Tenente Major.